# Bürgermeisterei Radevormwald
Die Bürgermeisterei Radevormwald war im 19. Jahrhundert eine Bürgermeisterei im Kreis Lennep der preußischen Rheinprovinz. Sie ging aus Teilen des mittelalterlichen bergischen Amtes Beyenburg hervor, dass 1806 unter den Franzosen aufgelöst wurde und in eigenständige Kantone und Mairies unterteilt wurde. Unter Preußen wurde die Mairie Radevormwald in die Bürgermeisterei Radevormwald umgewandelt.

## Hintergrund und Geschichte
Das Herzogtum Berg gehörte zuletzt aufgrund von Erbfällen zum Besitz Königs Maximilian I. Joseph von Bayern. Am 15. März 1806 trat er das Herzogtum an Napoleon Bonaparte im Tausch gegen das Fürstentum Ansbach ab. Dieser übereignete das Herzogtum an seinen Schwager Joachim Murat, der es am 24. April 1806 zusammen mit den rechtsrheinischen Grafschaften Mark, Dortmund, Limburg, dem nördlichen Teil des Fürstentums Münster und weiteren Territorien zu dem Großherzogtum Berg vereinte.
Bald nach der Übernahme begann die französische Verwaltung im Großherzogtum neue und moderne Verwaltungsstrukturen nach französischem Vorbild einzuführen. Bis zum 3. August 1806 ersetzte und vereinheitlichte diese Kommunalreform die alten bergischen Ämter und Herrschaften. Sie sah die Schaffung von Départements, Arrondissements, Kantone und Munizipalitäten (ab Ende 1808 Mairies genannt) vor und brach mit den alten Adelsvorrechten in der Kommunalverwaltung. Am 14. November 1808 war dieser Prozess nach einer Neuordnung der ersten Strukturierung von 1806 abgeschlossen, die altbergischen Honschaften blieben dabei häufig erhalten und wurden als Landgemeinden den jeweiligen Mairies eines Kantons zugeordnet. In dieser Zeit wurde die Munizipalität bzw. Maire Radevormwald als Teil des Kanton Lennep im Arrondissement Elberfeld geschaffen.
Ihr gehörten die Stadt Radevormwald (Stadtbezirk) und die Kirchspiele Radevormwald und Remlingrade (Landbezirke) an.
1813 zogen die Franzosen nach der Niederlage in der Völkerschlacht bei Leipzig aus dem Großherzogtum ab und es fiel ab Ende 1813 unter die provisorische Verwaltung durch Preußen im sogenannten Generalgouvernement Berg, die es 1815 durch die Beschlüsse des Wiener Kongresses endgültig zugesprochen bekamen. Mit Bildung der preußischen Provinz Jülich-Kleve-Berg 1816 wurden die vorhandenen Verwaltungsstrukturen im Großen und Ganzen zunächst beibehalten und unter Beibehaltung der französischen Grenzziehungen in preußische Landkreise, Bürgermeistereien und Gemeinden umgewandelt, die häufig bis in das 20. Jahrhundert Bestand hatten. Der Kanton Lennep wurde zum Kreis Lennep, die Maire Radevormwald zur Bürgermeisterei Radevormwald.
1815/16 lebten zusammen 4.624 Einwohner in der Bürgermeisterei. Laut der Statistik und Topographie des Regierungsbezirks Düsseldorf hatte die Bürgermeisterei 1832 eine Einwohnerzahl von gesamt 5.480, die sich in 596 katholische und 4.884 evangelische Gemeindemitglieder aufteilten. Die Wohnplätze der Bürgermeisterei umfassten zusammen vier Kirchen, sieben öffentliche Gebäude, 753 Wohnhäuser, 27 Fabriken und Mühlen und 292 landwirtschaftliche Gebäude.
Das Gemeindelexikon für die Provinz Rheinland von 1888 gibt für die Bürgermeisterei eine Einwohnerzahl von 9.285 an (7.745 evangelischen, 1.472 katholischen und 40 sonstig christlichen Glaubens), die in 187 Wohnplätzen mit zusammen 989 Wohnhäuser und 1.930 Haushaltungen lebten. Die Fläche der Bürgermeisterei (5.718 ha) unterteilte sich in 2.520 ha Ackerland, 505 ha Wiesen und 2.345 ha Wald.
Bei der Kommunalreformen von 1927 wurde die Bürgermeisterei aufgelöst.

## Statistische Daten
1815/16 hatte die Stadt Radevormwald (Stadtbezirk) 916 Einwohner, das Kirchspiel Radevormwald 3.200 Einwohner und das Kirchspiel Remlingrade 508 Einwohner.
1832 gab es im Stadtbezirk drei Kirchen, vier öffentliche Gebäude, 112 Wohnhäuser und 41 landwirtschaftliche Gebäude. Zu dieser Zeit lebten 965 Einwohner im Ort, 131 katholischen und 965 evangelischen Glaubens.
Im Kirchspiel Radevormwald gab es 1832 zwei öffentliche Gebäude, 558 Wohnhäuser, 23 Fabriken und Mühlen und 223 landwirtschaftliche Gebäude. Zu dieser Zeit lebten 3.743 Einwohner im Kirchspiel, 306 katholischen und 3.437 evangelischen Glaubens.
Im Kirchspiel Remlingrade gab es 1832 eine Kirche, ein öffentliches Gebäude, 83 Wohnhäuser, vier Fabriken und Mühlen und 28 landwirtschaftliche Gebäude. Zu dieser Zeit lebten 772 Einwohner im Kirchspiel, 159 katholischen und 613 evangelischen Glaubens.

## Gliederung der Bürgermeisterei
- Stadt Radevormwald
- Kirchspiel Radevormwald mit den Wohnplätzen (Stand 1832, originale Schreibweise)

Herrmannshagen, Mermbach, Vorm Holte, Hohestraße, Rädereichen, Schüttendeich, Lünsenburg, Uelfe, Scheedt, Kotten, Kollenberg, Börkel, Weispfennig, Dannenbaum, Kreuz, In den Höfen, Siepen bei der Stadt, Geilensiepen, Siepelnbusch, Laakbaum, Höh, Eich bei der Stadt, Hölterhof, Dieplingsberg, Kaffekanne, Kattenbusch, Ispingrade, Hulverscheid, Grünenbaum, Heide, Heidersteg, Berg, Kräwinkel, Dürpe, Kräwinklerbrücke, Mühlenberg, Honsberg, Friedrichsthal, Karthausen, Obernfeld, Niedernfeld, Krebsöge, Lorenzhaus, Rechelsiepen, Dahlhausen, Dahlhauserhammer, Herbeck, Leimhol, Neuenhammer, Leimholermühle, Bau, Hagen, Unterstemühle, Oberstemühle, Heidt, Altenhof, Oenkfeld, Untermbusche, Uemminghausen, Am Kronenberg, Freudenberg, Landwehr, Obernhof, Schiffarth, Riechlingen, Klütingen, Feckinghausen, Lambeck, Milspe, Hardt, Brunsheide, Rochollsberg, Vor der Mark, Wönkhausen, Husmecke, Filderheide, Filde, Höhwegen, Steinkam, Rauendahl, Hürxtal, Streppel, Borbach, Altena, Umbeck, Harbeck, Plumbeck, Wellringrade, Leye, Knevelskamp, Im Holte, Vogelshaus, Bracke, Nadelsheide, Altenfeld, Beck, Böckel, Höllermühle, Im Hohle, Wellershausen, Schlechtenbeck, Osenberg, Schlagbaum, Hinüber, Borbeck, Schmittensiepen, Finkensiepen, Im Busch, Siepen, Striepen, Funkenhausen, Neuenhaus, Waar, Klaukenburg, Winkelnburg, Studberg, Böhlefeldshaus, Grafweg, Feldmannshaus, Eich, Peulen, Diepenbruch, Kettlershaus, Kusemannshaus, Wintershaus, Hahnenberg, Altendorf, Weyer, Buschsiepen, Felsenbeck, Schwelmersiepen, Kahlenberg, Sonnenschein, Kottmannshausen, Hönde, Hönderbruch und Stoote.
- Kirchspiel Remlingrade mit den Wohnplätzen (Stand 1832)

Kirchdorf Remlingrade, Zum Hof, Oege, Langenkamp, Pastoratshof, Griesensiepen, Vorm Baum, Brebach, Sondern, Birken, Jakobsholt, Kamp, Fuhr, Herkingrade, Keilbeck, Grünewald und Vogelsmühle.